# Albert Siklós
Albert Siklós né à Budapest le 26 juin 1878, et mort dans la même ville le 3 avril 1942, est un compositeur, violoncelliste et pédagogue hongrois.

## Éléments biographiques
Albert Siklós étudie la composition à l'Académie de musique de Budapest avec Hans von Koessler, parallèlement à des études de droit. De 1901 à 1904, il est violoncelliste à l'Orchestre de la société philharmonique de Budapest. Enseignant à l'Institut Fodor à partir de 1905, il est ensuite professeur de composition, d'esthétique et de chant à l'Académie de musique de Budapest. De 1928 jusqu'en 1937, il édite plusieurs revues sur la musique, publie un certain nombre d'articles sur l'histoire de la musique, l'esthétique musicale, ainsi qu'une encyclopédie de la musique en deux volumes écrite en 1923.

## Œuvres
Albert Siklós a composé deux opéras, une pantomime, deux symphonies et une symphonie pour douze contrebasses, quatre suites pour orchestre, deux concertos pour violoncelle, un concerto pour piano et un concerto pour violon.

## Publications
- Zeneköltészettan öt kötetben (Cours de composition en cinq volumes)[1].

1. Összhangzattan iskolai és magánhasználatra gyakorlati példákkal és leckegyűjteménnyel (Harmonie pour l'usage scolaire et privé avec des exemples pratiques et des propositions de cours), Budapest: Rozsnyai 1907.
2. Ellenponttan : az egyszerű, a kettős és az utánzó ellenpont (kánon) elmélete (Théorie du contrepoint : la théorie du contrepoint simple, du contrepoint double et du contrepoint imitatif (canon)), Budapest: Rozsnyai 1913.
3. Zenei formatan : alaktan (Formes musicales : morphologie), Budapest: Rozsnyai 1923.
4. et 5. Hangszereléstan elméleti és gyakorlati alapon a klasszikusok és a jelenkori mesterek műveiből idézett példákkal két kötetben (Théorie et pratique de l'instrumentation avec des exemples de classiques et de maîtres contemporains en deux volumes), Budapest: Rozsnyai 1910. Volume partiel 1: A vonós-, a fúvó- és az ütőhangszerek technikájának és hangszínének ismertetése (Techniques de jeu et timbres des instruments à cordes, à vent et à percussion); Volume partiel 2: A vonós zenekar, a nagy és a kis zenekar, a katonazenekar és az énekkar technikájának ismertetése. Gyakorlati útmutatás a vezérkönyvek olvasására vonatkozólag (La technique de l'orchestre à cordes, du grand et du petit orchestre, de l'orchestre militaire et du chœur. Instructions pratiques pour la lecture de partitions), Budapest: Rozsnyai 1910.
- Útmutató a zenediktáláshoz kézikönyv a "Zenediktálási és hallásfejlesztő gyakorlatok" című hangjegyfüzethez (Un guide pour les dictées musicales. Manuel pour le cahier de notes "Dictées musicales et exercices d'écoute".), Budapest: Rozsnyai 1913[6].
- A harmonizálás kézikönyve (Manuel d'harmonisation), Budapest: Rozsnyai 1923[7].

## Sources
- Marc Honegger, Dictionnaire de la musique : les hommes et leurs œuvres, vol 2. L-Z, page 1171, éd. Bordas, 1986.

- (hu) Cet article est partiellement ou en totalité issu de l’article de Wikipédia en hongrois intitulé « Siklós Albert » (voir la liste des auteurs).